# Ronde van Vlaanderen 2017
De wielerklassieker Ronde van Vlaanderen werd in 2017 gehouden op 2 april. De Belg Philippe Gilbert won de wedstrijd bij de mannen, de Amerikaanse Coryn Rivera bij de vrouwen. De organisatie was in handen van Flanders Classics.

## Mannen
De Ronde van Vlaanderen was bij de mannen aan zijn honderdeerste editie toe en maakte deel uit van de UCI World Tour 2017, in de categorie 1.UWT. Philippe Gilbert won de wedstrijd na een solo van 56km, Greg Van Avermaet en Niki Terpstra vervolledigden het podium. Greg Van Avermaet behield hierdoor de leiding in het Worldtour-klassement, Philippe Gilbert rukte op naar de derde plaats.

### Parcours
De officieuze start van deze Ronde was op de Grote Markt in Antwerpen. Het officiële startsein werd gegeven in Burcht. De finish lag in Oudenaarde. De totale afstand was 260,8 km en bevatte 18 beklimmingen en vijf kasseienstroken. Na vijf jaar van afwezigheid was de beklimming van de Muur van Geraardsbergen weer opgenomen in het parcours. Andere belangrijke beklimmingen waren die van de Koppenberg en tweemaal de combinatie Oude Kwaremont en Paterberg.

### Deelnemende ploegen
| 18 UCI World Tour-ploegen | 18 UCI World Tour-ploegen | 18 UCI World Tour-ploegen | 7 wildcards                 |
| ------------------------- | ------------------------- | ------------------------- | --------------------------- |
| AG2R La Mondiale          | Dimension Data            | Orica-Scott               | Sport Vlaanderen-Baloise    |
| Astana                    | FDJ                       | Quick-Step Floors         | Wanty-Groupe Gobert         |
| Bahrein-Merida PCT        | Katjoesja Alpecin         | Sky                       | Veranda's Willems-Crelan    |
| BMC Racing Team           | LottoNL-Jumbo             | Sunweb                    | Direct Énergie              |
| BORA-hansgrohe            | Lotto Soudal              | Trek-Segafredo            | Cofidis                     |
| Cannondale-Drapac         | Movistar                  | UAE Team Emirates         | Wilier Selle Italia         |
|                           |                           |                           | Roompot-Nederlandse Loterij |
|                           |                           |                           |                             |

### Rituitslag
| Plaats  | Naam                     | Ploeg                  | Tijd     |
| ------- | ------------------------ | ---------------------- | -------- |
| Winnaar | Philippe Gilbert         | Quick-Step Floors      | 6u23'45" |
| 2       | Greg Van Avermaet        | BMC Racing Team        | + 28"    |
| 3       | Niki Terpstra            | Quick-Step Floors      | z.t.     |
| 4       | Dylan van Baarle         | Cannondale-Drapac      | z.t.     |
| 5       | Alexander Kristoff       | Team Katjoesja Alpecin | + 52"    |
| 6       | Sacha Modolo             | UAE Team Emirates      | z.t.     |
| 7       | John Degenkolb           | Trek-Segafredo         | z.t.     |
| 8       | Filippo Pozzato          | Wilier Selle Italia    | z.t.     |
| 9       | Sylvain Chavanel         | Direct Énergie         | z.t.     |
| 10      | Sonny Colbrelli          | Bahrein-Merida         | z.t.     |
| 11      | Michael Valgren Andersen | Astana                 | z.t.     |
| 12      | Luke Durbridge           | Orica-Scott            | z.t.     |
| 13      | Matteo Trentin           | Quick-Step Floors      | z.t.     |
| 14      | Yoann Offredo            | Wanty-Groupe Gobert    | z.t.     |
| 15      | Gianni Moscon            | Sky                    | z.t.     |
| 16      | Scott Thwaites           | Dimension Data         | z.t.     |
| 17      | Tony Gallopin            | Lotto Soudal           | z.t.     |
| 18      | Nelson Oliveira          | Movistar               | z.t.     |
| 19      | Fabio Felline            | Trek-Segafredo         | +1'01"   |
| 20      | André Greipel            | Lotto Soudal           | +2'29"   |

## Vrouwen

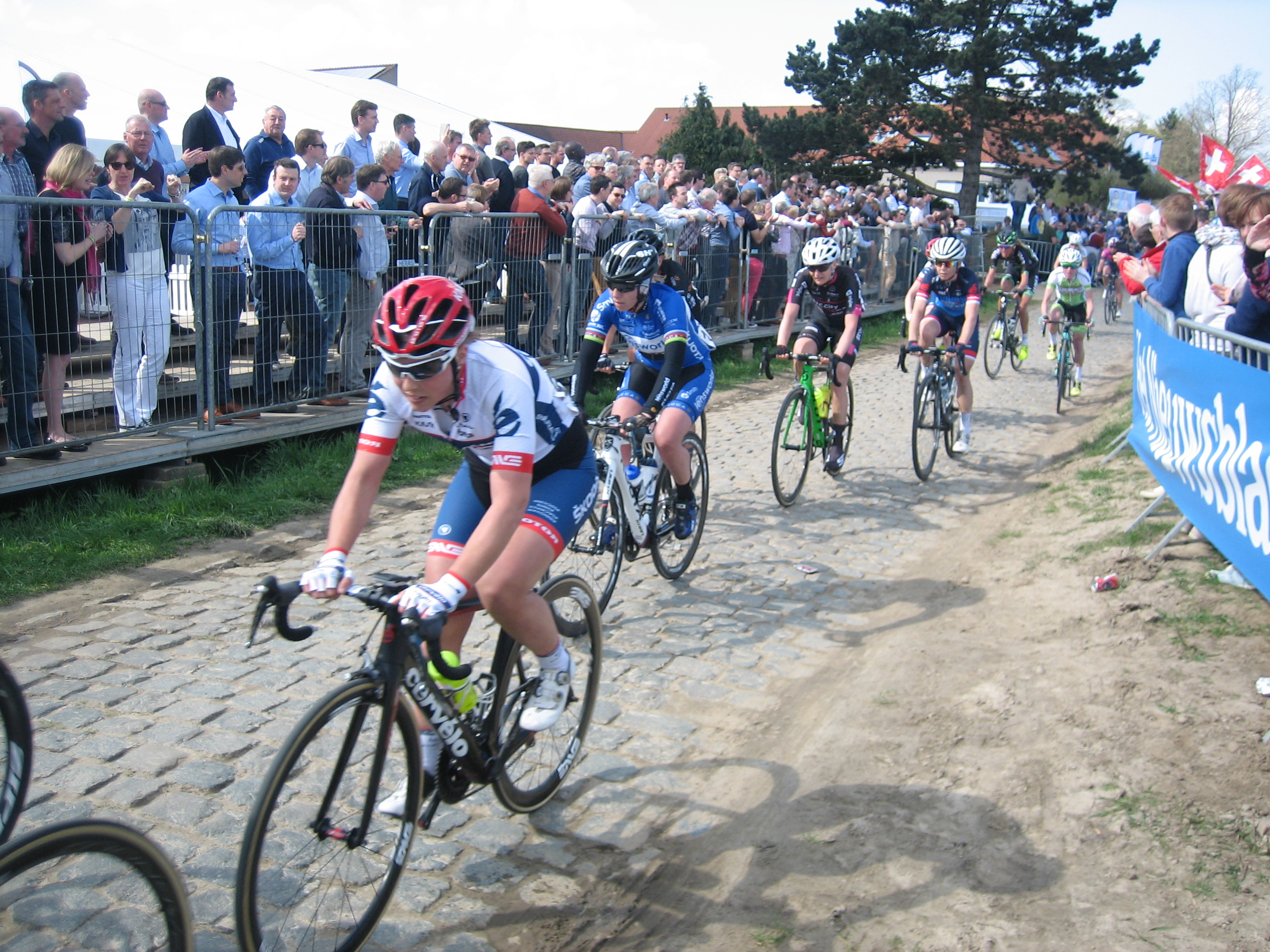
het peloton op de Oude Kwaremont

De Ronde van Vlaanderen was bij de vrouwen aan zijn veertiende editie toe en maakte deel uit van de UCI Women's World Tour 2017, in de categorie 1.WWT. Coryn Rivera won de sprint van een kleine groep, voor Gracie Elvin en Chantal Blaak. Elisa Longo Borghini moest hierdoor haar leidersplaats in het Worldtour-klassement afstaan aan Coryn Rivera.

### Parcours
Door een wijziging in het UCI-reglement mochten wedstrijden van de UCI Women's World Tour 160 km in plaats van 140 km lang zijn. Hierdoor kon het parcours bij de dames verlengd worden tot 153,3 km waarbij twee extra hellingen beklommen werden. In vergelijking met de Ronde van 2016, verdween de Molenberg, de Valkenberg en het Bosgat, in ruil kwamen de Achterberg, de Eikenberg, Tenbosse, de Muur van Geraardsbergen en de Pottelberg. Dit bracht het het totaal op twaalf hellingen, voorts lagen er vijf vlakke kasseistroken in het parcours. De start- en aankomstplaats lagen in Oudenaarde, de officieuze start was op de Markt, de eindstreep lag net zoals bij de mannenwedstrijd in de Minderbroederstraat.
| 1 Lange Munte 2 Lippenhovestraat 3 Paddestraat 4 Achterberg 5 Eikenberg 6 Wolvenberg 7 Holleweg 8 Haaghoek 9 Leberg | 10 Berendries 11 Tenbosse 12 Muur van Geraardsbergen 13 Pottelberg 14 Kanarieberg 15 Kruisberg 16 Oude Kwaremont 17 Paterberg |

### Deelnemende ploegen
| UCI-teams                          | UCI-teams                   |
| ---------------------------------- | --------------------------- |
| Alé Cipollini                      | Lares-Waowdeals             |
| Aromitalia Vaiano                  | Lensworld-Kuota             |
| Astana Women's Team                | Lotto Soudal Ladies         |
| BePink                             | Orica-Scott                 |
| Bizkaia-Durango                    | Parkhotel Valkenburg-Destil |
| Boels Dolmans                      | SAS–Macogep                 |
| BTC City Ljubljana                 | S.C. Michela Fanini Rox     |
| Canyon-SRAM                        | Servetto Giusta             |
| Cervélo-Bigla                      | Sport Vlaanderen-Guill D'or |
| Cylance Pro Cycling                | Team Sunweb                 |
| Drops Cycling Team                 | Team VéloCONCEPT            |
| FDJ Nouvelle-Aquitaine Futuroscope | Top Girls Fassa Bortolo     |
| Giusfredi–Bianchi                  | Wiggle High5                |
| Hitec Products                     | WM3 Pro Cycling             |

### Rituitslag
| Plaats  | Naam                      | Ploeg               | Tijd     |
| ------- | ------------------------- | ------------------- | -------- |
| Winnaar | Coryn Rivera              | Sunweb              | 4u02'38" |
| 2       | Gracie Elvin              | Orica-Scott         | z.t.     |
| 3       | Chantal Blaak             | Boels Dolmans       | z.t.     |
| 4       | Annemiek van Vleuten      | Orica-Scott         | z.t.     |
| 5       | Lotte Kopecky             | Lotto Soudal        | z.t.     |
| 6       | Elena Cecchini            | Canyon-SRAM         | z.t.     |
| 7       | Rasa Leleivytė            | Aromitalia Vaiano   | z.t.     |
| 8       | Katarzyna Niewiadoma      | WM3                 | z.t.     |
| 9       | Janneke Ensing            | Alé Cipollini       | z.t.     |
| 10      | Elisa Longo Borghini      | Wiggle High5        | z.t.     |
| 11      | Maria Giulia Confalonieri | Lensworld-Kuota     | z.t.     |
| 12      | Cecilie Uttrup Ludwig     | Cervélo-Bigla       | z.t.     |
| 13      | Pauline Ferrand-Prevot    | Canyon-SRAM         | z.t.     |
| 14      | Ashleigh Moolman-Pasio    | Cervélo-Bigla       | z.t.     |
| 15      | Anna van der Breggen      | Boels Dolmans       | z.t.     |
| 16      | Amy Pieters               | Boels Dolmans       | z.t.     |
| 17      | Elizabeth Deignan         | Boels Dolmans       | +5"      |
| 18      | Ellen van Dijk            | Sunweb              | +14"     |
| 19      | Hannah Barnes             | Canyon-SRAM         | +24"     |
| 20      | Sheyla Gutiérrez          | Cylance Pro Cycling | +3'50"   |

1913 · 
1914 · 
1915 · 
1916 · 
1917 · 
1918 · 
1919 · 
1920 · 
1921 · 
1922 · 
1923 · 
1924 · 
1925 · 
1926 · 
1927 · 
1928 · 
1929 · 
1930 · 
1931 · 
1932 · 
1933 · 
1934 · 
1935 · 
1936 · 
1937 · 
1938 · 
1939 · 
1940 · 
1941 · 
1942 · 
1943 · 
1944 · 
1945 · 
1946 · 
1947 · 
1948 · 
1949 · 
1950 · 
1951 · 
1952 · 
1953 · 
1954 · 
1955 · 
1956 · 
1957 · 
1958 · 
1959 · 
1960 · 
1961 · 
1962 · 
1963 · 
1964 · 
1965 · 
1966 · 
1967 · 
1968 · 
1969 · 
1970 · 
1971 · 
1972 · 
1973 · 
1974 · 
1975 · 
1976 · 
1977 · 
1978 · 
1979 · 
1980 · 
1981 · 
1982 · 
1983 · 
1984 · 
1985 · 
1986 · 
1987 · 
1988 · 
1989 · 
1990 · 
1991 · 
1992 · 
1993 · 
1994 · 
1995 · 
1996 · 
1997 · 
1998 · 
1999 · 
2000 · 
2001 · 
2002 · 
2003 · 
2004 · 
2005 · 
2006 · 
2007 · 
2008 · 
2009 · 
2010 · 
2011 · 
2012 · 
2013 · 
2014 · 
2015 · 
2016 · 
2017 · 
2018 · 
2019 · 
2020 · 
2021 · 
2022 · 
2023 · 
2024
Lijst van beklimmingen
 Tour Down Under ·
 Great Ocean Road Race ·
 Abu Dhabi Tour ·
 Omloop Het Nieuwsblad ·
 Strade Bianche ·
 Parijs-Nice · 
 Tirreno-Adriatico · 
 Milaan-San Remo ·
 Ronde van Catalonië ·
 Dwars door Vlaanderen ·
 E3 Harelbeke ·
 Gent-Wevelgem ·
 Ronde van Vlaanderen ·
 Ronde van Baskenland ·
 Parijs-Roubaix ·
 Amstel Gold Race ·
 Waalse Pijl ·
 Luik-Bastenaken-Luik ·
 Ronde van Romandië ·
 Rund um den Finanzplatz Eschborn-Frankfurt ·
 Ronde van Italië ·
 Ronde van Californië ·
 Critérium du Dauphiné ·
 Ronde van Zwitserland ·
 Ronde van Frankrijk ·
 Clásica San Sebastián ·
 Ronde van Polen ·
 RideLondon Classic ·
  BinckBank Tour ·
 Ronde van Spanje ·
 EuroEyes Cyclassics ·
 Bretagne Classic ·
 GP van Quebec ·
 GP van Montreal ·
 Ronde van Lombardije ·
 Ronde van Turkije ·
 Ronde van Guangxi
 Strade Bianche ·
 Ronde van Drenthe ·
 Trofeo Alfredo Binda-Comune di Cittiglio ·
 Gent-Wevelgem ·
 Ronde van Vlaanderen ·
 Amstel Gold Race ·
 Waalse Pijl ·
 Luik-Bastenaken-Luik ·
 Ronde van Chongming ·
 Ronde van Californië ·
 The Women's Tour ·
 Ronde van Italië voor vrouwen ·
 La Course by Le Tour de France ·
 RideLondon Classic ·
 Open de Suède Vårgårda ·
 Ronde van Noorwegen ·
 Bretagne Classic ·
 Boels Rental Ladies Tour ·
 La Madrid Challenge by La Vuelta